# 지노믹트리
지노믹트리(Genomictree)는 대한민국의 암 진단키트 기업이다.

## 제품
‘얼리텍® 대장암검사’(대장암 체외진단 제품)

## 종속기업
- Promis Diagnostics, Inc.: 분자진단 및 임상시험 미국 법인[6]

## 상장
2016년 7월 19일 코넥스에 상장하였으며, 2019년 3월 27일 코스닥시장 기술성장 기업으로서 27,000원의 공모가로 키움증권을 주관사로 코스닥시장으로 이전상장하였다.

## 같이 보기
- 유전자분석

## 참고문헌
1. ↑  노신영, 지노믹트리, '혈뇨검사 기반' 방광암 진단 “논문 게재”, 바이오스펙테이터, 2023년 8월 25일
2. ↑  지노믹트리, 창사 이래 첫 영업익
3. ↑  김태호, KB인베스트-솔리더스, 지노믹트리 엑시트 '재시동', 딜사이트, 2023.07.20
4. ↑  김성민, 지노믹트리, 방광암 진단 ”美상업화..LDT 서비스 개시“, 바이오스펙테이터, 2023-05-31
5. ↑  박기훈, 지노믹트리, '얼리텍 대장암검사' 임상서 대장암 '민감도 100%' 확인, 프라임경제, 2024.08.22
6. ↑  장종원, 지노믹트리, 미국법인 1천만弗 투자완료..CMO 영입, 바이오스펙테이터, 2019-09-18